# Kiss and Make Up
Kiss and Make Up è un brano musicale della cantante britannica Dua Lipa e del girl group sudcoreano Blackpink, terza traccia del secondo disco della ristampa dell'album Dua Lipa, pubblicato il 19 ottobre 2018.

## Descrizione
Il brano, il cui testo è bilingue inglese e coreano, è stato scritto da Dua Lipa, Chelcee Grimes, Yannick Rastogi, Zacharie Raymond, Mathieu Jomphe-Lepine, Marc Vincent e Teddy Park e prodotto dal duo canadese Banx & Ranx, composto da Rastogi e Raymond. Originariamente era stato scritto circa un anno e mezzo prima di essere pubblicato, come canzone solista per Lipa; la canzone non si adattava al suo album in quel momento, e lei voleva che fosse una collaborazione, quindi alla fine l'ha lasciata fuori dalla lista delle tracce per il suo omonimo album di debutto in studio (2017). Dopo l'uscita dell'album, Grimes ha presentato la canzone ad altri cantanti tra cui Demi Lovato, Britney Spears e Miley Cyrus, ma tutti hanno rifiutato pensando che i testi fossero troppo immaturi.

## Promozione
Le Blackpink e Dua Lipa hanno eseguito per la prima volta Kiss and Make Up al tour del gruppo, Blackpink 2019 World Tour in Your Area, il 2 maggio 2019.

## Accoglienza
Mike Nied di Idolator ha elogiato la «prestazione encomiabile» delle Blackpink e le «linee feroci» della canzone. Jeff Benjamin di Billboard l'ha etichettata come un «pulsante elettropop realizzato eccellentemente», mentre Chloe Gilke di Uproxx l'ha definita «perfezione pop antemica». Rhian Daly di NME l'ha definita l'ottava migliore canzone delle Blackpink. Ha concluso lodando la chimica di Lipa e delle Blackpink, affermando che le voci di quest'ultimo «[rimbalzano] senza intoppi». Scrivendo per Paper, Emlyn Travis si è complimentata per come la lingua inglese e coreana «si intrecciano» e ha dichiarato che «si adatta perfettamente» alle discografie di entrambi gli artisti. Ha concluso definendolo «innegabilmente avvincente». Monica Chon dell'O, the Oprah Magazine ha elogiato il modo in cui la voce inglese e coreana dei due artisti lavorano insieme «perfettamente», mentre ha anche affermato che è «un forte caso che le barriere linguistiche non dovrebbero essere un impedimento per godersi la musica pop».

## Formazione
Musicisti
- Dua Lipa – voce
- Blackpink – voci
- Chelcee Grimes – cori

Produzione
- Banx & Ranx – produzione, sintetizzatore, programmazione
- Jamie Snell – missaggio
- Yong In Choi – ingegneria del suono
- Chris Gehringer – masterizzazione

## Successo commerciale
Kiss and Make Up ha debuttato alla 93ª posizione della Billboard Hot 100 statunitense con 11 000 copie digitali vendute nella prima settimana, diventando il secondo ingresso delle Blackpink nella classifica e il settimo di Dua Lipa. La canzone ha debuttato alla 36ª posizione della Official Singles Chart con 12 719 unità distribuite durante la sua prima settimana, diventando il decimo ingresso di Dua Lipa in classifica e rendendo le Blackpink il primo gruppo k-pop femminile ad entrare nella top 40 britannica.

## Classifiche

### Classifiche settimanali
| Classifica (2018-19) | Posizione massima |
| -------------------- | ----------------- |
| Australia            | 33                |
| Austria              | 34                |
| Belgio (Fiandre)     | 54                |
| Belgio (Vallonia)    | 60                |
| Canada               | 44                |
| Corea del Sud        | 75                |
| Croazia              | 79                |
| Estonia              | 15                |
| Finlandia            | 15                |
| Germania             | 48                |
| Grecia               | 6                 |
| Irlanda              | 15                |
| Italia               | 91                |
| Lituania             | 11                |
| Malaysia             | 1                 |
| Nuova Zelanda        | 32                |
| Paesi Bassi          | 48                |
| Polonia              | 10                |
| Portogallo           | 29                |
| Regno Unito          | 36                |
| Repubblica Ceca      | 27                |
| Romania              | 22                |
| Russia               | 26                |
| Singapore            | 1                 |
| Slovacchia           | 20                |
| Spagna               | 68                |
| Stati Uniti          | 93                |
| Svezia               | 32                |
| Svizzera             | 45                |
| Ucraina              | 62                |
| Ungheria             | 9                 |

### Classifiche di fine anno
| Classifica (2019) | Posizione |
| ----------------- | --------- |
| Polonia           | 80        |
| Russia            | 103       |

## Riconoscimenti
- BreakTudo Awards
  - 2019 – Collaborazione dell'anno[55]